# Айосе Гарсія
Айосе Гарсія Перес (ісп. Ayoze García Pérez, нар. 22 листопада 1985, Пуерто-де-ла-Крус) — іспанський футболіст, півзахисник американського клубу «Інді Ілевен».

## Ігрова кар'єра
Народився 22 листопада 1985 року в місті Пуерто-де-ла-Крус. Вихованець футбольної школи клубу «Тенерифе».
Сезон 2004/05 відіграв в оренді за «Лас-Пальмас» у третьому дивізіоні, взявши участь у 27 матчах чемпіонату, після чого повернувся до «Тенерифе», де відіграв чотири сезони у Сегунді. 2009 року допоміг команді пробитися до Ла-Ліги і в сезоні 2009/10 дебютував в іграх елітного іспанського дивізіону.
Втриматися у Ла-Лізі «Тенерифе» не зумів, проте Айосе продовжив виступи у найвищому дивізіоні країни, приєднавшись влітку 2010 року до «Спортінга» (Хіхон). Провів у цій команді два сезони як гравець ротації, а 2012 року вона також втратила місце у Ла-Лізі.
2013 року перебрався до США, уклавши контракт із «Нью-Йорк Космос», одним з лідерів другою за силою у країні Північноамериканської футбольної ліги. Протягом періоду виступів за «Космос» тричі, у 2013, 2015 та 2016 роках, допомагав команді вигравати цей чемпіонат.
2018 року перебрався до іншого представника цієї ж ліги «Інді Ілевен».